# Shelley Duvall
Shelley Alexis Duvall, född 7 juli 1949 i Fort Worth i Texas, död 11 juli 2024 i Blanco i Texas, var en amerikansk skådespelare, filmproducent, poet, sångare och komiker. Hon är bland annat känd för rollen som Wendy i Stanley Kubricks The Shining (1980).
I inledningen av karriären spelade hon i flera filmer regisserade av Robert Altman, däribland Fågel, mördare eller mittemellan (1970), McCabe & Mrs. Miller (1971), Somliga är tjuvar (1974), Nashville (1975) och 3 kvinnor (1977). För rollen i 3 kvinnor tilldelades hon priset som bästa kvinnliga skådespelare vid filmfestivalen i Cannes. Hon medverkade även bland annat i en biroll i Annie Hall (1977), i långfilmen om Karl-Alfred (1980) och i Tim Burtons kortfilm Frankenweenie (1984).
Shelley Duvall drog sig tillbaka från skådespelandet 2002 då en jordbävning förstörde hennes hus i Kalifornien. Efter det arbetade hon som poet. År 2023 gjorde hon dock comeback med en roll i filmen The Forest Hills. Det blev hennes sista roll. Hon avled i sitt hem i sviterna av diabetes.

## Uppväxt
Shelley Duvall föddes i Fort Worth i Texas, men växte från fem års ålder upp i Houston i samma delstat.

## Filmografi i urval
- 1970 – Fågel, mördare eller mittemellan
- 1971 – McCabe & Mrs. Miller
- 1974 – Somliga är tjuvar
- 1975 – Nashville
- 1976 – Buffalo Bill och indianerna
- 1977 – 3 kvinnor
- 1977 – Annie Hall
- 1980 – The Shining
- 1980 – Karl-Alfred
- 1981 – Time Bandits
- 1984 – Frankenweenie
- 1987 – Roxanne
- 1990 – Mother Goose Rock 'n' Rhyme
- 1991 – En stor stark
- 1992 – Shelley Duvall's Bedtime Stories
- 1995 – Underneath
- 1996 – Porträtt av en dam
- 1997 – RocketMan
- 1997 – Twilight of the Ice Nymphs
- 1998 – Talos - mumiens förbannelse
- 1998 – Home Fries
- 1999 – The 4th Floor
- 2000 – Boltneck
- 2002 – Manna from Heaven